# Athelges paguri
Athelges paguri är en kräftdjursart som först beskrevs av Martin Heinrich Rathke 1843.  Athelges paguri ingår i släktet Athelges och familjen Bopyridae. Arten är reproducerande i Sverige. Inga underarter finns listade i Catalogue of Life.